# Alphonse-Charles Dugas
Pour les articles homonymes, voir Dugas.
Alphonse-Charles Dugas (8 août 1858 - 21 octobre 1924) est un prêtre et un historien québécois, connu pour ses travaux sur l'histoire de la ville de Joliette.

## Biographie
Né à Saint-Liguori de Montcalm le 8 août 1858, il avait 42 ans de sacerdoce, ayant été ordonné, à Montréal, par Mgr Fabre, le 16 avril 1882. Il fut neuf ans vicaire, dont sept à Sainte-Élisabeth de Joliette (1882-1889) et deux à Berthier (1889-1891). Nommé curé à Sainte-Barbe, près de Salaberry-de-Valleyfield en 1891, il se trouva, en 1892, à la création du diocèse, à faire partie du clergé de Mgr Émard.
Après quatre ans de cure à Sainte-Barbe (1891-1895), il fut nommé à Saint-Clet, qu'il administra vingt et un ans (1895-1916). En mai 1916, il succédait au curé Zéphirin Auclair, à Saint-Polycarpe de Soulanges, où il vient de mourir après huit ans d'administration (1916-1924). À l'installation du chapitre diocésain de Valleyfield, le 7 avril 1920, M. Dugas prenait rang, avec le titre de doyen, parmi les nouveaux chanoines. Il était vicaire forain depuis une dizaine d'années.
En histoire, son œuvre principale est Gerbes de souvenirs sur le collège de Joliette, aujourd'hui cégep. Il y a là une mine précieuse de renseignements et de faits, concernant Joliette, son collège et sa région, où les historiens peuvent s'alimenter. S'il n'avait aucune prétention au grand style, ni même au style soutenu, M. Dugas avait le constant souci de l'exactitude et de la précision. Ses livres peuvent être moins élégamment écrits que d'autres, bien qu'ils le soient correctement, mais, à cause de leur documentation très sûre, ils resteront.

## Ouvrages
- Gerbes de souvenirs, 1914
- Histoire de la paroisse de Saint-Liguori, 1902
- Le R. père C. Beaudry, clerc de Saint-Viateur, supérieur du Collège Joliette, 1910

## Sources
- Essai biographique rédigé par Elie-J. Auclair en 1924